# Genco Gulan
Genco Gulan (auch Genco Gülan, * 1969 in der Türkei) ist ein zeitgenössischer türkischer Konzeptkünstler und Theoretiker.

## Leben
Er lebt und arbeitet in Istanbul, New York und Frankfurt am Main. Seine konzeptuelle Arbeit untersucht die Beziehung zwischen Gesellschaft und Kultur durch Malerei und Skulptur sowie Neue Medien, Performance Art und Installation.
Er studierte Politische Wissenschaften und Kunst an der Boğaziçi Üniversitesi, Istanbul, und ist Master-Absolvent der New School, New York. Gulan erregte vor allem durch die politischen Aspekte seiner Arbeiten Aufsehen.
Gülans Arbeiten wurden im Pera-Museum in Istanbul, im MAM in Rio de Janeiro, im Zentrum für Kunst und Medientechnologie Karlsruhe, auf der Triennale di Milano, der Biennale von Tehran, im Centre Pompidou, Paris und bei den Duisburger Akzenten gezeigt. Einzelausstellungen seiner Werke fanden unter anderem in der Galerie Artist Berlin, im Malerei- und Skulpturmuseum, Ankara und in der Artda Gallery, Seoul, statt. Er ist Träger der Künstlerpreise BP, Lions und wurde nominiert und im Jahre 2011 als Finalist des Sovereign-Foundation-European-Kunst-Preis ausgezeichnet. Seine Werke wurden am Hunter College, an der Rice University, an der Hacettepe-Universität und an der UCSB in den wissenschaftlichen Lehrplan genommen. Er hat an der Yale University, an der School of Visual Arts, am New York Institute of Technology und an der Universität zu Köln Seminare geleitet.

„Die Duisburger Akzente werden in diesem Jahr mit einer Istanbuler Performance eröffnet: “SURNAME 09: An Istanbul Celebration as a Temporary Sculpture Garden”. Die von Yeşim Özsoy und Genco Gülan entwickelte Performance ist eine zeitgenössische Interpretation, die auf Ottomanische Festspiele hinweist. Surname 09 wird in dieser ruhigen deutschen Stadt mit ihrer insgesamt mehr als 100 Schauspielerinnen, Musikerinnen, Tänzerinnen und Technikerinnen umfassenden Besetzung ein riesiges Vergnügen herstellen. Der Duisburger König-Heinrich-Platz wird sich durch die Miniatur-Skulpturen aus Metall, die von Luftballons, Autos und tanzenden Menschen getragen werden, in einen Skulpturgarten verwandeln“

Im Jahr 2012 erklärte der Künstler in Berlin, dass er das „Erste Lebende Kunst Museum“ nach Timm Ulrichs geworden sei. Genco Gulan unterrichtet an der Mimar Sinan Üniversitesi und der Bogazici-Universität Istanbul.